# Umulige Kærester
Umulige Kærester er det 5. solo-album fra den danske sanger og sangskriver Morten Remar. Albummet er fra 2015 og indeholder 10 nye sange herunder et covernummer og en genindspilning af "Jonathan".

Morten Remar forklarer her, hvad der har inspireret ham undervejs.
"Hvad gør et menneske? Hvorfor er jeg blevet den person, jeg er i dag? De spørgsmål dukkede op og blev ved med at vende tilbage. Jeg tror, at de dukkede op, fordi jeg begyndte at tænke på mine egne børns opdragelse, og hvordan jeg skulle give dem de bedste kort på hånden til livet, understøtte dem i det de er og vil blive, når de vokser op. Så jeg begyndte at kigge tilbage på min egen barndom og ungdom og på de øjeblikke nedtur og oplevelser, der har haft betydning for, hvordan jeg er blevet og har valgt i livet."

## Spor
| #   | Titel                             | Musik & Tekst                     | Musikere | Længde |
| --- | --------------------------------- | --------------------------------- | --- | ------ |
| 1.  | Hele Mit Liv                      | Tekst: Remar Musik: Remar/Irgens  | Morten Remar - Vokal, tambourine, hi hat Jens Runge - Vokal, guitar, foot Henrik Irgens - Vokal, bas | 2:44   |
| 2.  | Umulige Kærester                  | Tekst: Remar Musik: Remar/Irgens  | Morten Remar - Vokal, piano tambourine, hi Jens Runge - Vokal, guitar, koncert stortromme Henrik Irgens - Vokal, bas, piano Esben Duus - Koncert bækkener Dorthe Bennike - Fagot Jez Ashurst - Strings, keyboard, 'pluck' piano | 4:20   |
| 3.  | Tro Mos Os Selv                   | Tekst: Remar/Irgens Musik: Remar  | Morten Remar - Vokal, keyboards, tambourine Jens Runge - Vokal, guitar, hi hat Henrik Irgens - Vokal, wurlitzer Steffen Quist - Guitar, bas Peter Sundberg - Piano                                                              | 3:28   |
| 4.  | Tavse Fugle Svæver Over Mit Hoved | Tekst: Remar Musik: Remar         | Morten Remar - Vokal, strings Jens Runge - Vokal, guitar Henrik Irgens - Vokal, piano Jez Ashurst - Strings | 4:40   |
| 5.  | Djævlen I Dig                     | Tekst: Remar Musik: Remar/Irgens  | Morten Remar - Vokal, loop, glock, tambourine, hånd klap Jens Runge - Vokal, Guitar, hi-hat, hånd klap Henrik Irgens - Vokal, bas, rhodes, micro korg                                                                           | 3:28   |
| 6.  | Søster                            | Tekst: Remar Musik: Remar         | Morten Remar - Vokal, bas, keyboard Jens Runge - Vokal Henrik Irgens - Bas Steffen Quist - Guitar Jez Ashurst - Strings | 3:23   |
| 7.  | Det Går Over En Dag               | Tekst: Remar Musik: Remar         | Morren Remar - Vokal, piano Jens Runge - Vokal, guitar Henrik Irgens - Vokal, bas, piano, rhodes | 3:50   |
| 8.  | Min Røde Racercykel               | Tekst: Remar Musik: Remar/Irgens  | Morten Remar - Vokal Jens Runge - Vokal, guitar Henrik Irgens - Vokal, bas | 3:39   |
| 9.  | Det Hele Ser Godt ud              | Tekst: Irgens/Remar Musik: Irgens | Morten Remar - Vokal, percussion Jens Runge - Vokal, guitar, percussion Henrik Irgens - Vokal, bas, piano, rhodes, farfisa, micro korg                                                                                          | 4:20   |
| 10. | Jeg Fik Aldrig Rigtig Sagt Farvel | Tekst: Remar/Irgens Musik: Remar  | Morten Remar - Vokal Jens Runge - Vokal, guitar, glock Henrik Irgens - Vokal, wurlitzer Jez Ashurst - Strings | 3:24   |
| 11. | Himmelsendt                       | Tekst: Remar Musik: Mattson       | Morten Remar - Vokal Jens Runge - Vokal, guitar, orgel, effekter Henrik Irgens - Bas Jesper Mattsson - Mellotron, piano og effekter                                                                                             | 4:23   |
| 11. | Jonathan                          | Tekst: Remar Musik: Remar         | Morten Remar - Vokal, piano, koncert stor tromme, tambourine, hi hat. Jens Runge - Vokal, guitar, piano Henrik Irgens - Vokal, bas, piano Dorthe Bennike - Fagot Jez Ashurst - Strings, mellotron                               | 5:19   |

Overdubs indspillet Juni - December 2014 i Secret Dog Studios, Hillerød, DK - Freedom Music Lab, Espergærde, DK - Northern Themes Studios, Highgate, London, UK - Giant Sheep Recording, Fredensborg, DK.
Strings på 2, 4, 6, 10 og 11 produceret af Jez Ashurst og Henrik Irgens, fredag d. 21 November 2014 i Tileyard Studios, Kings Cross, London, UK.